# Westmalaka
Westmalaka (indonesisch Malaka Barat) ist ein Distrikt (Kecamatan) des indonesischen Regierungsbezirks (indonesisch Kabupaten) Malaka (Provinz Ost-Nusa-Tenggara) auf der Insel Timor.

## Geographie
Westmalaka liegt im Süden des Regierungsbezirks Malaka an der Küste der Timorsee. Nördlich befinden sich die Distrikte Weliman und Zentralmalaka und im Westen der Distrikt Wewiku. Westmalaka hat eine Fläche von 87,41 km².
Der Distrikt unterteilt sich in 16 Dörfer (indonesisch Desa): Besikama, Fafoe, Lasaen, Loofoun, Maktihan, Motaain, Motaulun (Mota Ulun), Naas, Oan Mane, Rabasa, Rabasa Haerain, Rabasa Hain (Rabasahain), Raimataus, Sikun, Umalor und Umatoos. Sechs der Dörfer befinden sich an der Küste.
In der Region wechseln Regen- und Trockenzeit. 2015 registrierte man 63 Tagen pro Jahr und 939 mm Niederschläge. Im Vorjahr waren es noch 74 Regentage und 1.864 mm.

## Einwohner
2015 lebten in Westmalaka 20.684 Menschen (9.887 Männer und 10.797 Frauen), in ihrer Mehrheit Angehörige der Bunak und Tetum. Diese Volksgruppen leben in ihrer Mehrheit im Staat Osttimor. 2015 betrug das Bevölkerungswachstum 2,08 %.
Von den Menschen, die 2015 in Westmalaka lebten, waren 2.453 in der Altersgruppe 0 bis 4 Jahren (2014: 2.423). Zu der Altersgruppe der über 75-Jährigen gehörten 431 Einwohner (2014: 425).

## Wirtschaft
Die meisten Menschen im Distrikt leben von der Landwirtschaft. Auf den Feldern in Westmalaka werden auf 9,02 km² Reis, auf 4,17 km² Mais und außerdem Maniok angepflanzt.
1.448 Haushalte haben einen Anschluss an das Elektrizitätsnetz, was 26,97 % aller Haushalte des Distrikts entspricht. Während in Umatoos 507 Haushalte, in Besikama 177 Haushalte, in Fafoe 175 Haushalte und in Oan Mane noch 150 Haushalte über einen Stromanschluss haben, sind es in den anderen Dörfern jeweils unter einhundert Haushalte. Loofoun verfügt zur Versorgung über eine Solarstromanlage. In Motaain erhielten 2014 die ersten zehn Haushalte einen Anschluss an das öffentliche Stromnetz.
Jedes Dorf hat die größte Anzahl von PLN-Stromabonnenten im Dorf Umatos, 507 Haushalte, Besikam Dorf eine 177 Haushalte, Fafoe Dorf 175 Haushalte und Oan Mane 150 Dörfer.
eine andere Anzahl von Haushalten PLN Stromteilnehmer unter 100. Im Gegensatz zu den oben genannten Problemen gibt es mehrere Dörfer in West Malaka Bezirk, deren Haushalte nicht PLN Strom wie Loofoun Dorf verwenden. Von den oben genannten Problemen verwenden die meisten Menschen Solarkraftwerke, weil bis jetzt Haushaltsdaten PLN Stromnutzer noch. Während im Dorf Motaain ein Jahr zuvor keine Haushalte waren, die PLN-Strom verwenden, gab es in diesem Jahr 10 Haushalte, die bereits PLN-Strom verwenden.

## Öffentliche Einrichtungen
Im Distrikt gibt es 20 Grundschulen, fünf Junior High Schools und zwei Senior High Schools.